# هوبال (فلم)
هوبال فلم دراما سعودي طويل أنتج عام 2024م، وتدور أحداثه في فترة اندلاع حرب الخليج الثانية عام 1990م. عُرض للمرة الأولى ضمن فعاليات مهرجان البحر الأحمر السينمائي الدولي الرابع عام 2024م. وهو من من كتابة وسيناريو مفرج المجفل، وإخراج عبد العزيز الشلاحي، وبطولة كل من: إبراهيم الحساوي، ومشعل المطيري، وميلا الزهراني، وحمدي الفريدي.

## القصة
قصة إنسانية تجري أحداثها في الصحراء حول كبير الأسرة الجد "ليّام" (إبراهيم الحساوي)، الثمانيني الذي يعتقد بظهور علامات اقتراب قيام الساعة، ما يدفعه لفرض العزلة على عائلته واتباع نمط حياة صارم بعيداً عن مظاهر الحضارة.
في أثناء ذلك، يظهر "عسّاف" (حمد فرحان)، الشاب الذي يحب ابنة عمه "ريفة" (أمل سامي) المصابة بالحصبة، فيقرر مخالفة تعليمات الجد بحثاً عن علاج لها. تتوالى محاولاته التي تقابل بالفشل، بينما يزداد المرض تفشياً داخل الأسرة، ويشتد خوفه من فقدانها كما فقد ابنة عمه الأخرى. تتفاقم الأحداث مع اختفاء الجد في أحد تجاويف الأرض "الدحل"، ما يفتح المجال لنزاع داخل العائلة بين من يتمسك بتعاليم الجد ومن يرغب في كسر العزلة والخروج إلى القرية بحثاً عن النجاة.

## طاقم التمثيل
| م  | الفنان              | الدور        |
| -- | ------------------- | ------------ |
| 1  | إبراهيم الحساوي     | الجد ليّام    |
| 2  | مشعل المطيري        | شنار بن ليّام |
| 3  | ميلا الزهراني       | سرّا بنت عياد |
| 4  | حمدي الفريدي        | بتال بن ليّام |
| 5  | دريعان الدريعان     | سطّام بن ليّام |
| 6  | عبد الرحمن عبد الله | نهار بن ليّام |
| 7  | مطرب فواز           | مرزوق        |
| 8  | حمد فرحان           | عسّاف         |
| 9  | أمل سامي            | ريفة         |
| 10 | فايز بن جريس        | ماجد         |
| 11 | راشد الورثان        | حامد         |
| 12 | ريم فهد             | صيتة         |
| 13 | نورة الحميدي        | الجدة نورة   |
| 14 | راوية أحمد          | معتوقة       |
| 15 | رغد الحربي          |              |
| 16 | سامية المطيري       | زوجة ماجد    |
| 17 | ممدوح الفريدي       | أبو مطلق     |
| 18 | وائل النحال         |              |
| 19 | محمد هارون          |              |
| 20 | ترف العبيدي         |              |
| 21 | أنس عايد العتيبي    | بادي         |
| 22 | نورسين نهاري        | نفلا         |
| 23 | رغد العتيبي         | منيرة        |
| 24 | يزن العطوي          | منور         |

## الإنتاج
في نوفمبر عام 2023م بدأ تصوير فلم هوبال في صحراء مدينة بجدة وسط المناظر الطبيعية الخلابة التي تحتضنها مدينة نيوم، كما صورت أجزاء منه في محافظة رماح التابعة لمدينة الرياض.
الفلم من إنتاج استديو شاف ، وإنتاج مشترك مع فلم كلينك وشبه الجزيرة للإنتاج الإعلامي (PP Group)، ومن إنتاج شريف المجالي، مع إنتاج تنفيذي لعبد العزيز الشلاحي ومفرج المجفل ومحمد التركي ورياض الزامل ومن توزيع شركة قنوات، وهو مدعوم من صندوق ضوء لدعم الأفلام، وهيئة الأفلام، وبرنامج جودة الحياة، ونيوم، بمشاركة شركات عديدة في القطاع الخاص.

## العرض

### في السينما
- بدأ عرضه في صالات السينما السعودية في 2 يناير 2025م.[11]
- حقق فلم «هُوبَال» مبيعات تذاكر بلغ عددها 32,980 تذكرة خلال ثلاثة أيام من عرضه، بإيرادات مالية تجاوزت 1.5 مليون ريال سعودي.[12]
- تصدر فلم «هُوبَال» شباك التذاكر في السعودية خلال الأسبوع الثاني من يناير 2025م،[13] محققاً إيرادات وصلت إلى 7 مليون ونصف المليون ريال، وباع أكثر من 166 ألف تذكرة في الأسبوع الثاني فقط، ليصل إجمالي ما حققه في شباك التذاكر السعودي في أسبوعين من عرضه إلى (9.1) مليون ريال، وأكثر من 199 ألف تذكرة.[14]
- في الأسبوع الثالث من يناير 2024م حافظ «هوبال» على صدارة شباك التذاكر السعودي، حيث باع (304,9) ألف تذكرة، محققاً إيرادات بلغت 14 مليون ريال سعودي.[15]
- بدأ عرض فلم «هُوبَال» في صالات السينما في دول الخليج ابتداء من دولة الكويت في 23 يناير 2024م.[16]
- حصل الفلم على مبيعات كبيرة في دول الخليج وتحديداً في الكويت إذا بلغ عدد التذاكر المباعة اكثر من 120 الف تذكرة خلال اربع أسابيع
- حقق فلم «هُوبَال» إنجازات غير مسبوقة في صناعة السينما السعودية، حيث أصبح أسرع الأفلام المستقلة نموًا في تاريخ المملكة. منذ إطلاقه في 2 يناير، تصدّر هُوبَال شباك التذاكر محققًا 591,000 تذكرة مباعة، بإجمالي إيرادات بلغت 25,633,556 ريال سعودي. كما حافظ الفلم على صدارته في المركز الأول في ترتيب اعلى الافلام مبيعاً لمدة ٦ أسابيع متتالية.[10]

### على منصة شاهد
- بدأ عرض الفلم على منصة شاهد في 6 يونيو 2025م.[17]

## الجوائز
- جائزة الجمهور من فلم العُلا لأفضل فلم سعودي في مهرجان البحر الأحمر السينمائي الدولي 2024.[18]
- جائزة أفضل إخراج من مهرجان الدار البيضاء للفلم العربي (الدورة السادسة) في المغرب 2025.[19]